# Championnat de France féminin de rugby à XV 2021-2022
Navigation
Élite 1 2020-2021 Élite 1 2022-2023
Le championnat de France féminin de rugby à XV 2021-2022 ou Élite 1 2021-2022 est la cinquante-et-unième édition du championnat de France féminin de rugby à XV. Elle oppose les quatorze meilleures équipes françaises féminines de rugby à XV.
La saison se déroule selon une nouvelle formule composée d'une phase qualificative avec 2 poules de 7 équipes, d'une phase de play-down, et d'une phase finale. À l'issue de la phase de play-down, deux équipes sont reléguées en deuxième division et une équipe dispute un match de barrage contre le vainqueur de l'Élite 2 pour former une première division de 12 équipes en 2022-2023.

## Participants
Pour la saison 2021-2022, l'Élite 1 est constituée des quatorze clubs du championnat Élite 1 2020-2021 maintenus. Le championnat d'Élite 2 2020-2021 ayant été interrompu, aucun club n'est promu au début de la saison.
| \| Bayonne Blagnac Bobigny Bordeaux Chilly-Mazarin Grenoble Lille Lons Lyon Montpellier Paris Romagnat Rennes Toulouse \| Localisation des clubs (2021-2022). |
| Bayonne Blagnac Bobigny Bordeaux Chilly-Mazarin Grenoble Lille Lons Lyon Montpellier Paris Romagnat Rennes Toulouse                                           |

| Club                   | Dernière montée | Classement en 2020-2021 | Entraîneur                                           | Stade                                        | Capacité théorique |
| ---------------------- | --------------- | ----------------------- | ---------------------------------------------------- | -------------------------------------------- | ------------------ |
| AS Bayonne             | 2017            | 2e (poule 3)            | François Meyranx Marc Dal Maso                       | Stade Pierre-Cacareigt                       | 1 200              |
| Blagnac rugby féminin  | 2009            | 1re (poule 3)           | Nicolas Tranier Laurent Tranier                      | Stade Ernest-Argelès                         | 4 000              |
| AC Bobigny 93 rugby    | 2012            | 3e (poule 4)            | Alexandre Gau Nicolas Boukaya Vincent Boirit-Grillot | Stade Henri-Wallon                           | 1 000              |
| Stade bordelais        | 2018            | 2e (poule 4)            | Florent Torregaray Fabrice Nivart                    | Stade Chaban-Delmas                          | 34 694             |
| RC Chilly-Mazarin      | 2019            | 3e (poule 3)            | Corentin Thro Jordan Godenaire                       | Complexe sportif Jesse-Owens                 |                    |
| FC Grenoble            | 2018            | 4e (poule 4)            | Emmanuel Pellorce Léo Brissaud Nicolas Carella       | Stade Lesdiguières                           | 12 650             |
| Lille MRC villeneuvois | 2011            | 3e (poule 1)            | Cyril Fouda Alexandra Pertus                         | Stade Emmanuel-Thery Stadium Lille Métropole | 18 500             |
| Lons Section paloise   | 2018            | 2e (poule 1)            | Pierre Nieto Jérôme Ducros                           | Stade du Bourg (complexe Georges Martin)     |                    |
| LOU rugby              | 2019            | 4e (poule 3)            | Jean-Matthieu Alcalde                                | Plaine des Jeux de Gerland                   |                    |
| Montpellier RC         | 2005            | 1re (poule 1)           | Patrick Raffy David Theillet                         | Stade Sabathé Stade Éric-Béchu               | 8 000 500          |
| Stade français Paris   | 2018            | 3e (poule 2)            | Olivier Carreiras                                    | Stade Jean-Bouin Stade René-Leduc            | 20 000             |
| Stade rennais rugby    | 2005            | 2e (poule 2)            | Anne Berville Céline Allainmat                       | Stade du Commandant Bougouin                 | 4 000              |
| ASM Romagnat           | 2016            | 1re (poule 4)           | Fabrice Ribeyrolles Vincent Fargeas                  | Stade Michel-Brun                            | 500                |
| Stade toulousain       | 2015            | 1re (poule 2)           | Olivier Marin Pascal Belaubre Rémi Fabre             | Stade Ernest-Wallon                          | 19 500             |

En novembre 2021, le conseil d'administration de l'AS Bayonne décide à l'unanimité (18 pour, une abstention) de déclarer forfait pour le reste de la saison d'Élite 1 féminine après la fronde des joueuses qui avaient refusé le 7 novembre de disputer leur match de Coupe de France face au Stade toulousain. Les joueuses déplorent leurs mauvaises conditions d'entraînement et le manque de moyens et d'effectif. La décision est entérinée par la Fédération le 1er décembre 2021 et les résultats antérieurs de l'AS Bayonne sont annulés.

## Résumé des résultats

### Classement de la phase qualificative
La compétition se déroule sous la forme de deux poules de sept équipes, établies sur critère de niveau sportif à partir des classements 2020-2021, en matchs « aller-retour ». Les matchs sont programmés du 18 septembre 2021 au 8 mai 2022.

#### Poule 1
| Rang | Club                 | J  | V  | N | D | Bo | Bd | Pm  | Pe  | Diff | Pts |
| ---- | -------------------- | -- | -- | - | - | -- | -- | --- | --- | ---- | --- |
| 1    | Stade toulousain     | 12 | 12 | 0 | 0 | 10 | 0  | 425 | 79  | +346 | 58  |
| 2    | ASM Romagnat (T)     | 12 | 10 | 0 | 2 | 7  | 1  | 331 | 98  | +233 | 48  |
| 3    | FC Grenoble          | 12 | 5  | 0 | 7 | 2  | 0  | 182 | 256 | -74  | 22  |
| 4    | AC Bobigny 93        | 12 | 5  | 0 | 7 | 2  | 1  | 212 | 208 | +4   | 23  |
| 5    | Stade rennais        | 12 | 4  | 0 | 8 | 1  | 2  | 178 | 306 | -128 | 19  |
| 6    | Lons Section paloise | 12 | 3  | 0 | 9 | 0  | 2  | 126 | 315 | -189 | 14  |
| 7    | Stade français Paris | 12 | 3  | 0 | 9 | 1  | 0  | 93  | 285 | -192 | 13  |

|  | Qualifié pour la phase finale       |
|  | Qualifié pour la phase de play-down |
|  | T : tenant du titre 2021            |

#### Poule 2
| Rang | Club                               | J  | V  | N | D  | Bo | Bd | Pm  | Pe  | Diff | Pts  |
| ---- | ---------------------------------- | -- | -- | - | -- | -- | -- | --- | --- | ---- | ---- |
| 1    | Blagnac RF                         | 12 | 10 | 0 | 2  | 9  | 0  | 428 | 94  | +334 | 49   |
| 2    | Stade bordelais                    | 12 | 10 | 0 | 2  | 7  | 1  | 304 | 139 | +165 | 48   |
| 3    | Montpellier RC                     | 12 | 10 | 0 | 2  | 7  | 1  | 359 | 131 | +228 | 48   |
| 4    | Lyon olympique universitaire rugby | 12 | 5  | 0 | 7  | 4  | 1  | 165 | 233 | -68  | 25   |
| 5    | RC Chilly-Mazarin                  | 12 | 4  | 0 | 8  | 3  | 0  | 159 | 340 | -181 | 19   |
| 6    | Lille MRC villeneuvois             | 12 | 3  | 0 | 9  | 2  | 2  | 159 | 337 | -178 | 16   |
| 7    | AS Bayonne                         | 12 | 0  | 0 | 12 | 0  | 0  | 0   | 300 | -300 | -24¹ |

¹ L'AS Bayonne déclare forfait pour le reste de la saison en novembre 2021.
|  | Qualifié pour la phase finale       |
|  | Qualifié pour la phase de play-down |
|  | Forfait général                     |
|  | T : tenant du titre 2021            |

### Phase finale
|  | Quarts de finale                             | Quarts de finale                                      |                       |         | Demi-finales                            | Demi-finales                            |  |  | Finale                                      | Finale                                      |
|  | Quarts de finale                             | Quarts de finale                                      |                       |         | Demi-finales                            | Demi-finales                            |  |  | Finale                                      | Finale                                      |
|  |                                              |                                                       |                       |         |                                         |                                         |  |  |                                             |                                             |
|  | 15 mai 2022 au Stade municipal, Balma        | 15 mai 2022 au Stade municipal, Balma                 |                       |         | 29 mai 2022 au Stade Maurice-Boyau, Dax | 29 mai 2022 au Stade Maurice-Boyau, Dax |  |  | 4 juin 2022 au Stade Lesdiguières, Grenoble | 4 juin 2022 au Stade Lesdiguières, Grenoble |
|  | 15 mai 2022 au Stade municipal, Balma        | 15 mai 2022 au Stade municipal, Balma                 |                       |         | 29 mai 2022 au Stade Maurice-Boyau, Dax | 29 mai 2022 au Stade Maurice-Boyau, Dax |  |  | 4 juin 2022 au Stade Lesdiguières, Grenoble | 4 juin 2022 au Stade Lesdiguières, Grenoble |
|  | [1] Stade toulousain                         | 27                                                    |                       |         | 29 mai 2022 au Stade Maurice-Boyau, Dax | 29 mai 2022 au Stade Maurice-Boyau, Dax |  |  | 4 juin 2022 au Stade Lesdiguières, Grenoble | 4 juin 2022 au Stade Lesdiguières, Grenoble |
|  | [1] Stade toulousain                         | 27                                                    |                       |         | 29 mai 2022 au Stade Maurice-Boyau, Dax | 29 mai 2022 au Stade Maurice-Boyau, Dax |  |  | 4 juin 2022 au Stade Lesdiguières, Grenoble | 4 juin 2022 au Stade Lesdiguières, Grenoble |
|  | [4] Lyon olympique universitaire             | 0                                                     |                       |         | 29 mai 2022 au Stade Maurice-Boyau, Dax | 29 mai 2022 au Stade Maurice-Boyau, Dax |  |  | 4 juin 2022 au Stade Lesdiguières, Grenoble | 4 juin 2022 au Stade Lesdiguières, Grenoble |
|  | [4] Lyon olympique universitaire             | 0                                                     | Stade toulousain      | 31      |                                         |                                         |  |  | 4 juin 2022 au Stade Lesdiguières, Grenoble | 4 juin 2022 au Stade Lesdiguières, Grenoble |
|  | 15 mai 2022 au Stade Chaban-Delmas, Bordeaux |                                                       | Stade toulousain      | 31      |                                         |                                         |  |  | 4 juin 2022 au Stade Lesdiguières, Grenoble | 4 juin 2022 au Stade Lesdiguières, Grenoble |
|  |                                              | Stade bordelais                                       | 12                    |         |                                         |                                         |  |  | 4 juin 2022 au Stade Lesdiguières, Grenoble | 4 juin 2022 au Stade Lesdiguières, Grenoble |
|  | [2] Stade bordelais                          | Stade bordelais                                       | 12                    | 18a. p. |                                         |                                         |  |  | 4 juin 2022 au Stade Lesdiguières, Grenoble | 4 juin 2022 au Stade Lesdiguières, Grenoble |
|  | [2] Stade bordelais                          |                                                       |                       | 18a. p. |                                         |                                         |  |  | 4 juin 2022 au Stade Lesdiguières, Grenoble | 4 juin 2022 au Stade Lesdiguières, Grenoble |
|  | [3] AC Bobigny 93 rugby                      | 15                                                    |                       |         |                                         |                                         |  |  | 4 juin 2022 au Stade Lesdiguières, Grenoble | 4 juin 2022 au Stade Lesdiguières, Grenoble |
|  | [3] AC Bobigny 93 rugby                      | 15                                                    | Stade toulousain      | 16      |                                         |                                         |  |  |                                             |                                             |
|  | 15 mai 2022 au Stade Ernest-Argelès, Blagnac |                                                       | Stade toulousain      | 16      |                                         |                                         |  |  |                                             |                                             |
|  |                                              | Blagnac rugby féminin                                 | 10                    |         |                                         |                                         |  |  |                                             |                                             |
|  | [1] Blagnac rugby féminin                    | Blagnac rugby féminin                                 | 10                    | 42      |                                         |                                         |  |  |                                             |                                             |
|  | [1] Blagnac rugby féminin                    | 29 mai 2022 Stade Amédée-Domenech, Brive-la-Gaillarde |                       | 42      |                                         |                                         |  |  |                                             |                                             |
|  | [4] FC Grenoble                              | 15                                                    |                       |         |                                         |                                         |  |  |                                             |                                             |
|  | [4] FC Grenoble                              | 15                                                    | Blagnac rugby féminin | 15      |                                         |                                         |  |  |                                             |                                             |
|  | 15 mai 2022 au Stade Michel-Brun, Romagnat   |                                                       | Blagnac rugby féminin | 15      |                                         |                                         |  |  |                                             |                                             |
|  |                                              | ASM Romagnat                                          | 8                     |         |                                         |                                         |  |  |                                             |                                             |
|  | [2] ASM Romagnat                             | ASM Romagnat                                          | 8                     | 22      |                                         |                                         |  |  |                                             |                                             |
|  | [2] ASM Romagnat                             |                                                       |                       | 22      |                                         |                                         |  |  |                                             |                                             |
|  | [3] Montpellier rugby club                   | 20                                                    |                       |         |                                         |                                         |  |  |                                             |                                             |
|  | [3] Montpellier rugby club                   | 20                                                    |                       |         |                                         |                                         |  |  |                                             |                                             |

#### Quarts de finale
| 15 mai 2022 15 h | Stade toulousain | 27 - 0 (14 - 0) | Lyon olympique universitaire          | Stade municipal, Balma Arbitre : Méline Roelandt |
| 15 mai 2022 15 h | Essai(s) : P.Clave Chastang (22e), P.Bourdon (33e), G.Hermet (72e), Z.Reulet (76e) Transformation(s) : P.Bourdon (22e, 33e) Pénalité(s) : P.Bourdon (64e) |                 | Carton(s) jaune(s) : J.Clareton (20e) | Stade municipal, Balma Arbitre : Méline Roelandt |
| 15 mai 2022 15 h | |                 |                                       | Stade municipal, Balma Arbitre : Méline Roelandt |

| 15 mai 2022 15 h | ASM Romagnat | 22 - 20 (5 - 15) | Montpellier Rugby Club | Stade Michel-Brun, Romagnat Arbitre : Aurélie Groizeleau |
| 15 mai 2022 15 h | Essai(s) : M. Shelford (3e), A.Henry (59e), L.Guermit (80e) Transformation(s) : J.Trémoulière (59e, 80e) Pénalité(s) : J.Trémoulière (50e) |                  | Essai(s) : M.Peyronnet (33e), K.Cissokho (35e), C.Banet (67e) Transformation(s) : M.Peyronnet (35e) Pénalité(s) : M.Peyronnet (40e) | Stade Michel-Brun, Romagnat Arbitre : Aurélie Groizeleau |
| 15 mai 2022 15 h | |                  | | Stade Michel-Brun, Romagnat Arbitre : Aurélie Groizeleau |

| 15 mai 2022 15 h | Blagnac rugby féminin | 42 - 15 (21 - 10) | FC Grenoble | Stade Ernest-Argelès, Blagnac Arbitre : Nathalie Millet |
| 15 mai 2022 15 h |                       |                   |             | Stade Ernest-Argelès, Blagnac Arbitre : Nathalie Millet |
| 15 mai 2022 15 h |                       |                   |             | Stade Ernest-Argelès, Blagnac Arbitre : Nathalie Millet |

| 15 mai 2022 15 h | Stade bordelais | 18 - 15a. p. (15 - 15) (12 - 7) | AC Bobigny 93 rugby | Stade Chaban-Delmas, Bordeaux Arbitre : Alexandra Ferré |
| 15 mai 2022 15 h |                 |                                 |                     | Stade Chaban-Delmas, Bordeaux Arbitre : Alexandra Ferré |
| 15 mai 2022 15 h |                 |                                 |                     | Stade Chaban-Delmas, Bordeaux Arbitre : Alexandra Ferré |

#### Demi-finales
| 29 mai 2022 15 h | Stade toulousain | 31 - 12 (12 - 9) | Stade bordelais                               | Stade Maurice-Boyau, Dax Arbitre : Mélissa Lebœuf |
| 29 mai 2022 15 h | Essai(s) : W.Divoux (11e), R.Bilon (17e), L.Sansus (43e), L.Murie (54e), C.Ferer (64e) Transformation(s) : P.Bourdon (18e, 43e, 54e) Carton(s) jaune(s) : L.Menetrier (72e) |                  | Pénalité(s) : M.Bourgeois (3e, 20e, 25e, 47e) | Stade Maurice-Boyau, Dax Arbitre : Mélissa Lebœuf |
| 29 mai 2022 15 h | |                  |                                               | Stade Maurice-Boyau, Dax Arbitre : Mélissa Lebœuf |

| 29 mai 2022 15 h | ASM Romagnat                                               | 8 - 15 (3 - 12) | Blagnac rugby féminin | Stade Amédée-Domenech, Brive-la-Gaillarde Arbitre : Fabrice Alejo |
| 29 mai 2022 15 h | Essai(s) : C.Raoux (58e) Pénalité(s) : J.Trémoulière (33e) |                 | Essai(s) : T.Tetua (18e), M.Llorens (27e) Transformation(s) : L.Queyroi (27e) Pénalité(s) : L.Queyroi (69e) Carton(s) jaune(s) : A.Mugnier (49e) | Stade Amédée-Domenech, Brive-la-Gaillarde Arbitre : Fabrice Alejo |
| 29 mai 2022 15 h |                                                            |                 | | Stade Amédée-Domenech, Brive-la-Gaillarde Arbitre : Fabrice Alejo |

#### Finale
| 4 juin 2022 19 h | Stade toulousain | 16 - 10 | Blagnac rugby féminin | Stade Lesdiguières, Grenoble Arbitre : Doriane Domenjo |
| 4 juin 2022 19 h |                  |         |                       | Stade Lesdiguières, Grenoble Arbitre : Doriane Domenjo |
| 4 juin 2022 19 h |                  |         |                       | Stade Lesdiguières, Grenoble Arbitre : Doriane Domenjo |

### Phase de play-down

#### 1ertour
Les perdants de ces rencontres seront relégués en Élite 2 pour la saison 2022-2023.
|  | Lons Section paloise | pas de match | AS Bayonne (forfait) |  |
|  |                      |              |                      |  |
|  |                      |              |                      |  |

| 15 mai 2022 15 h | Lille Métropole RC villeneuvois | 27 - 17 (13 - 7) | Stade français Paris | Stadium Lille Métropole, Villeneuve-d'Ascq |
| 15 mai 2022 15 h |                                 |                  |                      | Stadium Lille Métropole, Villeneuve-d'Ascq |
| 15 mai 2022 15 h |                                 |                  |                      | Stadium Lille Métropole, Villeneuve-d'Ascq |

#### 2dtour
Les vainqueurs de 1er tour s'affronteront en match simple sur terrain neutre. Le vainqueur de cette confrontation est alors maintenu en Élite 1 et le perdant participe au match d'accession contre le champion d'Élite 2.
| 29 mai 2022 15 h | Lille Métropole RC villeneuvois | 18 - 5 (8 - 5) | Lons Section paloise | Stade Paul-Rébeilleau, Poitiers Arbitre : David Reboursière |
| 29 mai 2022 15 h |                                 |                |                      | Stade Paul-Rébeilleau, Poitiers Arbitre : David Reboursière |
| 29 mai 2022 15 h |                                 |                |                      | Stade Paul-Rébeilleau, Poitiers Arbitre : David Reboursière |

#### Match d'accession
Le vainqueur de la rencontre est qualifié en Élite 1 pour la saison 2022-2023 tandis que le perdant est reversé en Élite 2.
| 12 juin 2022 13 h | Valkyries Normandie RC | 0 - 33 | Lons Section paloise | Stade Jean-Bouin, Évreux |
| 12 juin 2022 13 h |                        |        |                      | Stade Jean-Bouin, Évreux |
| 12 juin 2022 13 h |                        |        |                      | Stade Jean-Bouin, Évreux |

## Résultats détaillés

### Phase qualificative

#### Poule 1
| Résultats (▼dom., ►ext.) | BOB   | GRE   | LON   | PAR   | REN   | ROM  | TOU   |
| AC Bobigny 93            | —     | 31-22 | 41-10 | 16-5  | 10-18 | 7-15 | 18-29 |
| FC Grenoble              | 3-0   | —     | 33-3  | 24-8  | 22-11 | 7-25 | 10-27 |
| Lons Section paloise     | 24-25 | 10-22 | —     | 12-0  | 24-19 | 5-26 | 7-41  |
| Stade français Paris     | 3-49  | 17-3  | 15-10 | —     | 7-29  | 3-17 | 10-19 |
| Stade rennais            | 25-5  | 36-24 | 10-21 | 19-20 | —     | 0-22 | 5-27  |
| ASM Romagnat             | 27-10 | 47-0  | 33-0  | 48-5  | 54-3  | —    | 12-14 |
| Stade toulousain         | 24-0  | 41-12 | 50-0  | 39-0  | 70-0  | 44-5 | —     |

- Victoire à domicile
- Match nul
- Victoire à l'extérieur

#### Poule 2
| Résultats (▼dom., ►ext.)     | BAY       | BLA   | BOR   | CHI   | LIL   | LYO        | MON   |
| AS Bayonne (forfait)         | —         | 0-25  | 0-25  | 0-25  | 0-25  | 13-15 0-25 | 0-25  |
| Blagnac RF                   | 68-0 25-0 | —     | 8-20  | 41-0  | 71-13 | 44-0       | 21-8  |
| Stade bordelais              | 25-0      | 10-39 | —     | 31-7  | 24-9  | 20-3       | 24-20 |
| RC Chilly-Mazarin            | 25-0      | 14-55 | 8-43  | —     | 47-5  | 8-21       | 0-39  |
| Lille MRC villeneuvois       | 25-0      | 6-50  | 17-34 | 14-20 | —     | 10-5       | 7-29  |
| Lyon olympique universitaire | 25-0      | 5-39  | 3-26  | 27-0  | 30-7  | —          | 18-33 |
| Montpellier RC               | 35-3 25-0 | 18-10 | 25-22 | 64-5  | 27-21 | 46-3       | —     |

- Victoire à domicile
- Match nul
- Victoire à l'extérieur

## Statistiques

### Meilleures réalisatrices
| Rang | Joueur            | Club                   | Poste            | Points | Essais | Transf. | Pén. | Drop |
| ---- | ----------------- | ---------------------- | ---------------- | ------ | ------ | ------- | ---- | ---- |
| 1    | Caroline Drouin   | Stade rennais rugby    | Demi d'ouverture | 71     | 3      | 7       | 14   | 0    |
| 2    | Morgane Peyronnet | Montpellier RC         | Demi d'ouverture | 62     | 3      | 13      | 7    | 0    |
| 3    | Justine Paris     | Lille MRC villeneuvois | Demi d'ouverture | 57     | 1      | 8       | 12   | 0    |
| 4    | Audrey Forlani    | Blagnac rugby féminin  | Deuxième ligne   | 55     | 11     | 0       | 0    | 0    |
| 5    | Sandra Métier     | AC Bobigny 93 rugby    | Centre           | 51     | 0      | 12      | 9    | 0    |
| 6    | Jessy Trémoulière | ASM Romagnat           | Arrière          | 50     | 2      | 14      | 4    | 0    |
| 7    | Morgane Bourgeois | Stade bordelais        | Arrière          | 50     | 2      | 11      | 6    | 0    |
| 8    | Audrey Abadie     | Blagnac rugby féminin  | Demi d'ouverture | 46     | 0      | 20      | 2    | 0    |
| 9    | Léa Murie         | Stade toulousain       | Ailière          | 45     | 9      | 0       | 0    | 0    |
| 10   | Camille Imart     | Stade toulousain       | Demi d'ouverture | 43     | 1      | 16      | 2    | 0    |

### Meilleures marqueuses
| Rang | Joueur               | Club                  | Poste                  | Essais |
| ---- | -------------------- | --------------------- | ---------------------- | ------ |
| 1    | Audrey Forlani       | Blagnac rugby féminin | Deuxième ligne         | 11     |
| -    | Mélissande Llorens   | Blagnac rugby féminin | Ailière                | 11     |
| 3    | Léa Murie            | Stade toulousain      | Ailière                | 10     |
| 4    | Rhona Lloyd          | Stade bordelais       | Ailière                | 7      |
| -    | Gaëlle Hermet        | Stade toulousain      | Troisième ligne aile   | 7      |
| 6    | Lise Arricastre      | Lons Section paloise  | Pilière                | 5      |
| -    | Sarah-Maude Lachance | Lons Section paloise  | Ailière                | 5      |
| -    | Teani Feleu          | FC Grenoble           | Centre                 | 5      |
| -    | Fiona Lecat          | Stade toulousain      | Troisième ligne centre | 5      |
| -    | Maëlle Filopon       | Stade toulousain      | Centre                 | 5      |